# Bjælkehytte
En bjælkehytte er et hus, der hovedsageligt er bygget af bjælker. De vil normalt have et minimum af finish og er mindre arkitektonisk sofistikerede end andre huse. I Europa kan bjælkehytter spores mere end 2000 år tilbage. I Amerika bliver de ofte associeret med den første generation af bosættere i 1600-tallet.

## Historie

### Europa
Konstruktion af bjælkehytter var beskrevet i 1. århundrede f.Kr. af Vitruv i hans arkitektoniske afhandling De architectura. Han skrev at der var huse bygget af bjælker i Pontos.
Bjælkehytter stammer sandsynligvis fra Skandinavien og Østeuropa.

### Nordamerika
I Nordamerika byggede europæiske immigranter de første bjælkehytter. Historikere tror at de første bjælkehytter i Nordamerika var bygget i Ny Sverige. Et af de ældste bevarede er C. A. Nothnagle Log House i Gibbstown, New Jersey, hvor visse dele kan dateres tilbage til 1638-1643.

## Moderne bjælkehytter
Moderne bjælkehytter er hovedsageligt historiske og gamle bygninger, om end der stadig opføres nye bjælkehytter, ikke sjældent med et velindrettet og moderne interiør, der adskiller sig markant fra tidligere tiders primitive indretninger.

## Legetøj
Et eksempel på legetøj inspireret af bjælkehytter i USA er Lincoln Logs, opkaldt efter Abraham Lincoln, fordi han blev født i en bjælkehytte.